# Krzyżowice (Głubczyce)
Krzyżowice  (deutsch Kreisewitz, tschechisch Křižovany) ist eine Ortschaft in Oberschlesien. Der Ort liegt in der Gmina Głubczyce im Powiat Głubczycki in der Woiwodschaft Oppeln in Polen.

## Geographie

### Geographische Lage
Das Angerdorf Krzyżowice liegt fünf Kilometer südwestlich der Kreisstadt und des Gemeindesitzes Głubczyce (Leobschütz) sowie 68 Kilometer südwestlich der Woiwodschaftshauptstadt Opole (Oppeln). Der Ort liegt in der Nizina Śląska (Schlesische Tiefebene) innerhalb der Płaskowyż Głubczycki (Leobschützer Lößhügelland). Das Dorf liegt an der Złotnik.

### Nachbarorte
Nachbarorte von Krzyżowice sind im Norden Nowe Gołuszowice (Neu Kreuzendorf), im Nordosten Nowy Rożnów (Neu Roznow), im Osten Bogdanowice (Badewitz) und im Süden Zubrzyce (Sauerwitz) sowie im Südwesten Zopowy  (Soppau).

## Geschichte

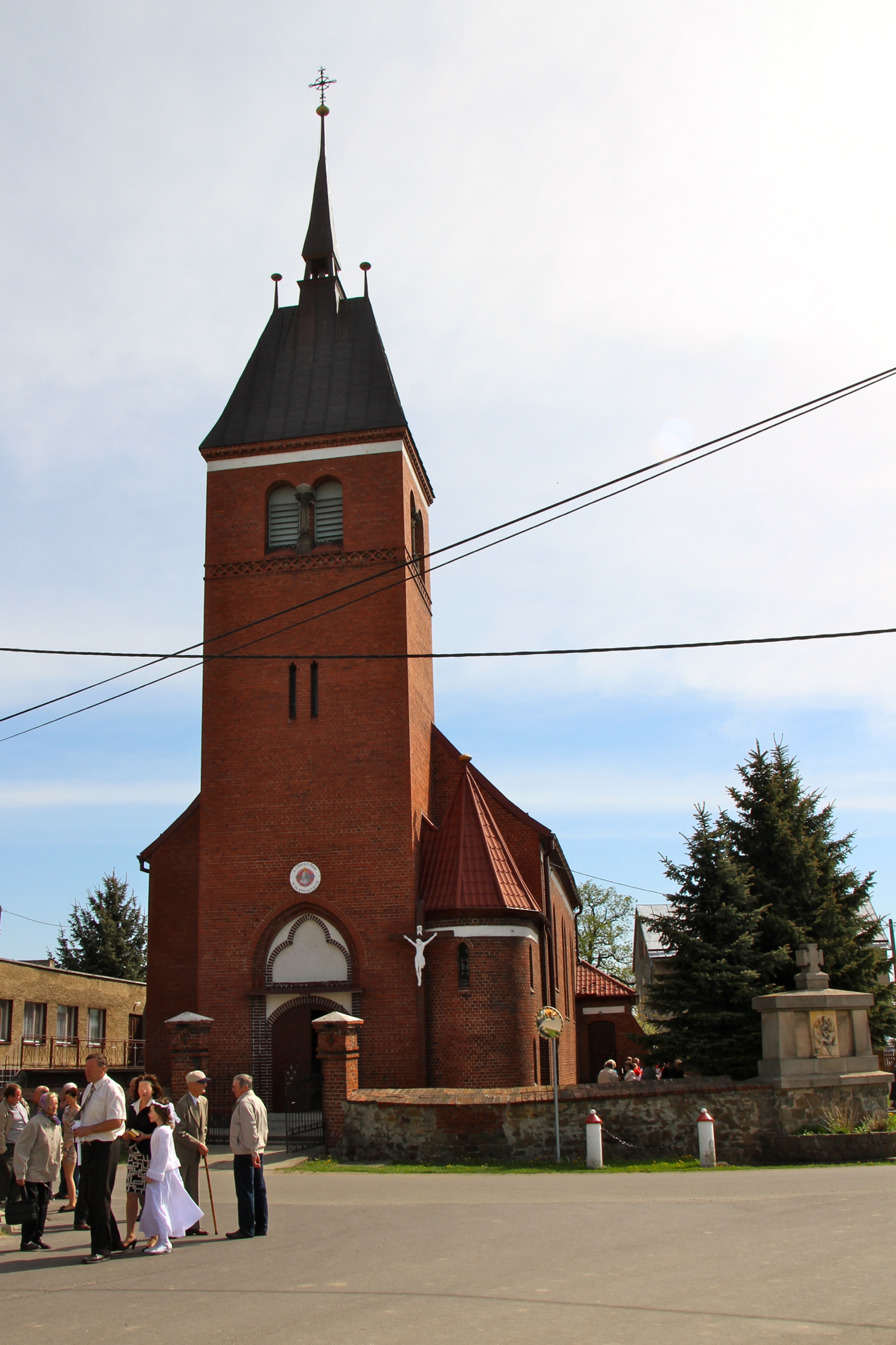
Mariä-Heimsuchung-Kirche

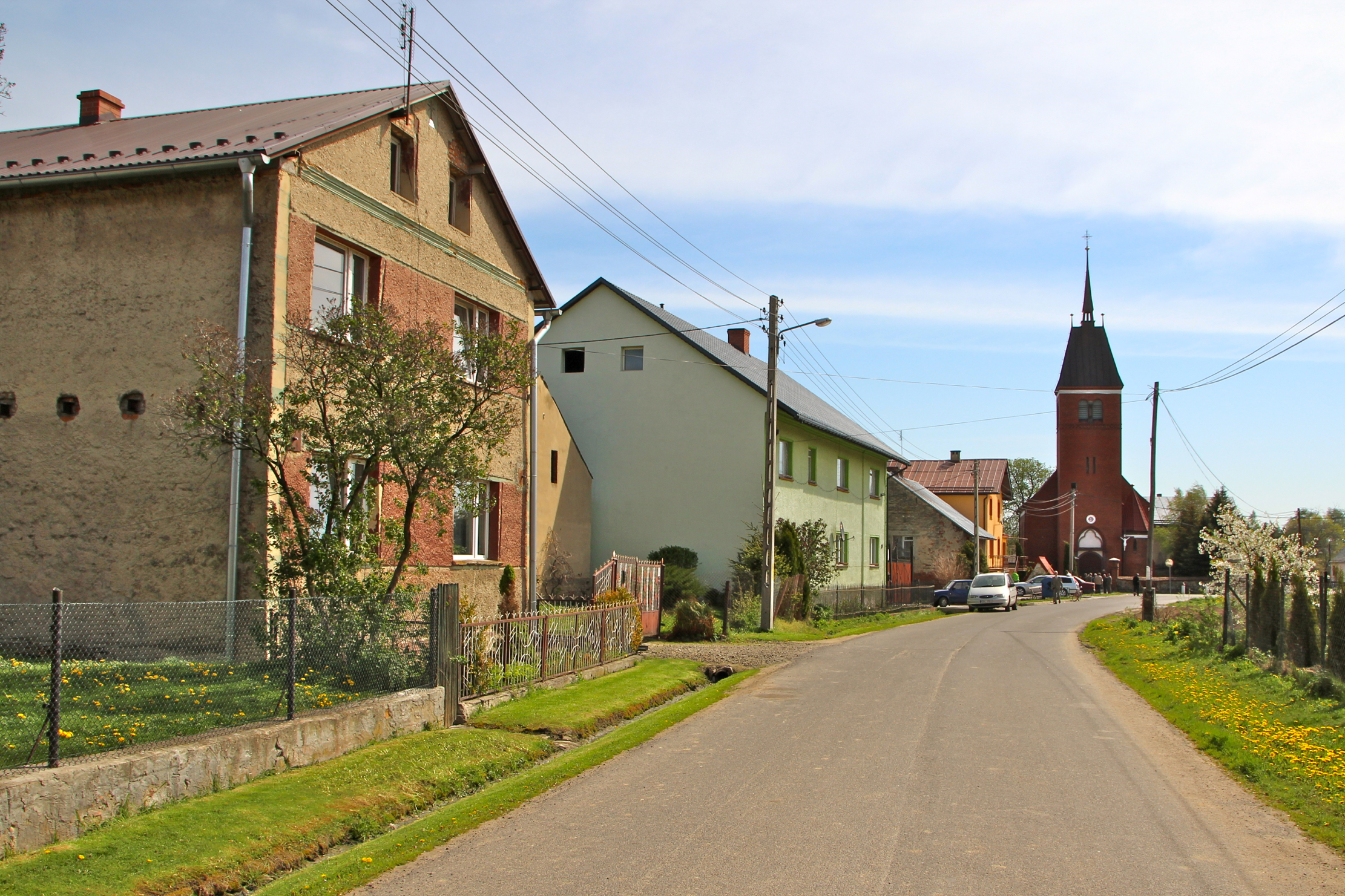
Dorfpartie

Kreisewitz wurde vermutlich 1301 durch den Kreuzritterorden gegründet. Der Ort wurde 1377 erstmals als Crisowicz erwähnt. Der Ortsname leitet sich vom Personennamen Krziż, Besitz der Familie Krziż.
Nach dem Ersten Schlesischen Krieg 1742 fiel Kreisewitz mit dem größten Teil Schlesiens an Preußen. 1793 wurde im Ort eine Kirche eingerichtet.
Nach der Neuorganisation der Provinz Schlesien gehörte die Landgemeinde Kreisewitz ab 1816 zum Landkreis Leobschütz im Regierungsbezirk Oppeln. 1845 bestanden im Dorf eine katholische Kirche, eine katholische Schule, zwei Wassermühlen, eine Windmühle und 55 Häuser. Im gleichen Jahr lebten in Kreisewitz 380 Menschen, davon 7 evangelisch. 1861 zählte Kreisewitz eine Erbrichterei, ein Kretscham, 25 Bauern, 4 Gärtner- und 11 Häuslerstellen. Die katholische Schule zählte im gleichen Jahr 94 Schüler. Die Kirche gehörte als Filiale zur Pfarrei Kreuzendorf. 1874 wurde der Amtsbezirk Soppau gegründet, welcher die Landgemeinden Kreisewitz und Soppau und deb Gutsbezirk Soppau umfasste. Erster Amtsvorsteher war der Erbrichter Lischke in Kreisewitz.
Bei der Volksabstimmung in Oberschlesien am 20. März 1921 stimmten in Kreisewitz 340 Personen für einen Verbleib bei Deutschland und 0 für Polen. Kreisewitz verblieb wie der gesamte Stimmkreis Leobschütz beim Deutschen Reich. 1933 zählte der Ort 356 Einwohner, 1939 wiederum 345. Bis 1945 gehörte der Ort zum Landkreis Leobschütz. Die deutsche Zivilbevölkerung floh am frühen Morgen des 18. März 1945 vor der Roten Armee. Durch Artilleriebeschuss und Fliegerbomben wurden einige Gebäude im Ort zerstört, dabei teilweise auch die Dorfkirche. Durch sowjetische Soldaten wurde die Kirche nach Einmarsch geplündert. In der Kirche wurde ein Tanzsaal, später ein Getreidesilo eingerichtet.
1945 kam der bisher deutsche Ort unter polnische Verwaltung, wurde in Krzyżowice umbenannt und der Woiwodschaft Schlesien angeschlossen. Im Mai und Juni 1945 kehrte ein Teil der deutschen Bevölkerung zurück nach Kreisewitz. Im Mai 1946 wurde die deutsche Bevölkerung vertrieben. Ein Teil der Dorfbevölkerung kam nach Hannover und Wuppertal, ein anderer Teil in den Oberbergischen Kreis. 1950 wurde Krzyżowice der Woiwodschaft Oppeln zugeteilt. 1999 wurde der Ort Teil des wiedergegründeten Powiat Głubczycki.

## Sehenswürdigkeiten
- Die römisch-katholische Mariä-Heimsuchung-Kirche (poln. Kościół Nawiedzenia NMP) wurde 1897 erbaut. 1945 wurde der Kirchenbau teilweise zerstört. Nach Einmarsch der Roten Armee wurde der Kirchenbau durch sowjetische Truppen geschändet und geplündert. Zeitweise wurde der Kirchenbau als Tanzsaal und Getreidesilo genutzt. Der Kirchenbau steht seit 2008 unter Denkmalschutz.[8]
- Reste des Gefallenendenkmals
- Steinerne Wegekapelle mit Marienaltar
- Neogotische Wegekapelle aus Backstein
- Steinernes Wegekreuz
- Hölzernes Wegekreuz